# Edmund Cartwright

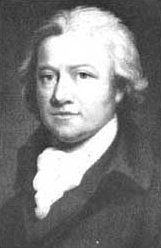
Edmund Cartwright

Edmund Cartwright (* 24. April 1743 in Marnham, Nottingham; † 30. Oktober 1823 in Kent) war Pfarrer und Domherr an der Kathedrale von Lincoln (seit 1786) mit Doktorwürde. Er ist für die Erfindung der mechanischen Webmaschine Power Loom bekannt.

## Leben
Im Jahre 1766 schloss Cartwright das University College in Oxford mit dem Master of Arts ab. Er betätigte sich zunächst als Dichter und Schriftsteller. 1784 begann Cartwright dann mit dem Entwickeln eines mechanischen Webstuhls, nachdem er im Gegensatz zu seinen Zeitgenossen der Ansicht war, auch das Weben lasse sich automatisieren.
Im Jahr darauf erhielt er ein erstes Patent für eine Webmaschine, welche mit einer Handkurbel angetrieben werden musste. Die Kette befand sich bei dieser Erfindung parallel aufgewickelt auf einem Baum. Zum Betrieb waren zwei kräftige Männer erforderlich, die schnell ermüdeten. Damit wurde allerdings ein entscheidender Schritt in der Mechanisierung des Webvorgangs getan und der Weg zur Textilfabrik gewiesen. Cartwright erfand auch eine Wollkämmmaschine (1789), eine Seilwickelmaschine (1792) sowie einen Dreifurchenpflug und entwickelte 1797 eine direkt wirkende Dampfmaschine mit obenliegender Welle und (erstmals) mit einem Metallkolben.
1786 erhielt Cartwright ein Patent auf eine weiterentwickelte Webmaschine, deren Antrieb auf den Patentunterlagen nicht ersichtlich ist. Die Kettfäden wurden hier einzeln von einem Spulengatter abgezogen. Neu war der Antrieb von Schützen, Webblatt und Schäften über eine untenliegende Nockenwelle und Exzenter. Im folgenden Jahr eröffnete Cartwright eine eigene mechanische Weberei, welche mit Dampfkraft betrieben wurde. 1793 musste er die Weberei allerdings schließen, der Betrieb war nicht rentabel. Cartwright musste später die Rechte an seinen Patenten abtreten. Anschließend machte Cartwright sich daran, den Amerikaner Robert Fulton bei der Entwicklung des Dampfschiffes zu unterstützen.
Es muss eine Weiterentwicklung des 2. Patentes sein, welche den Antrieb mit Dampf vorsah. Sie ging unter dem Namen Power Loom in die Geschichte ein.
Cartwrights Erfindung wurde nicht sofort angewandt. Das mag vielfältige Gründe haben:
Die Arbeitnehmer fürchteten sich vor Arbeitsplatzverlusten, nachdem bereits die Spinnerei automatisiert worden war. Erste große Fabriken mit Power Looms wurden angezündet.
Außerdem wälzte das Verlagssystem beim Handweben das Risiko vom Verleger zum Teil auf die Heimarbeiter ab. In den Fabriken musste der Unternehmer das ganze Risiko tragen. Auch die Markteintrittshürden waren ziemlich hoch, da die Power Looms teuer waren.
Zudem war der Produktivitätsfortschritt durch die Power Looms zu gering. Es gab noch viele weitere Teile dieser Halbmaschine zu automatisieren, darunter so wichtige wie der Warenabzug und das Nachlassen der Kette, sowie das Einstreichen der Kette mit Schlichte.
Cartwrights Erfindung war nicht komplett neu, sondern aus John Kays Schnellschützen von 1733 weiterentwickelt und auf breitere Gewebe angepasst.
In den Jahren 1790 und 1792 ließ Cartwright auch eine Kämmmaschine für die Kammgarnspinnerei patentieren. Beide Erfindungen hatten keinen wirtschaftlichen Erfolg, aber die zweite, der sogenannten Big Ben, diente etwa 50 Jahre später als Vorlage für die Entwicklung anderer Kämmmaschinen.